# Kanton Moulins-la-Marche
Der Kanton Moulins-la-Marche war von 1790 bis 2015 ein französischer Wahlkreis im Arrondissement Mortagne-au-Perche, im Département Orne und in der Region Basse-Normandie; sein Hauptort war Moulins-la-Marche. Der Kanton war 158,13 km² groß und hatte (1999) 3.609 Einwohner, was einer Bevölkerungsdichte von 23 Einwohnern pro km² entsprach. Er lag im Mittel auf 264 Meter über dem Meeresspiegel, zwischen 172 m in Mahéru und 319 m in Saint-Pierre-des-Loges. 

## Gemeinden
Der Kanton bestand aus 16 Gemeinden:
| Gemeinde                  | Einwohner Jahr | Fläche km² | Bevölkerungsdichte | Code INSEE | Postleitzahl |
| ------------------------- | -------------- | ---------- | ------------------ | ---------- | ------------ |
| Les Aspres                | 702 (2013)     | –          | – Einw./km²        | 61422      | 61270        |
| Auguaise                  | 179 (2013)     | –          | – Einw./km²        | 61012      | 61270        |
| Bonnefoi                  | 182 (2013)     | –          | – Einw./km²        | 61052      | 61270        |
| Bonsmoulins               | 257 (2013)     | –          | – Einw./km²        | 61053      | 61380        |
| Brethel                   | 145 (2013)     | –          | – Einw./km²        | 61060      | 61270        |
| La Chapelle-Viel          | 286 (2013)     | –          | – Einw./km²        | 61100      | 61270        |
| Fay                       | 66 (2013)      | –          | – Einw./km²        | 61159      | 61390        |
| La Ferrière-au-Doyen      | 182 (2013)     | –          | – Einw./km²        | 61162      | 61380        |
| Les Genettes              | 175 (2013)     | –          | – Einw./km²        | 61187      | 61270        |
| Mahéru                    | 255 (2013)     | –          | – Einw./km²        | 61244      | 61380        |
| Le Ménil-Bérard           | 72 (2013)      | –          | – Einw./km²        | 61259      | 61270        |
| Moulins-la-Marche         | 753 (2013)     | –          | – Einw./km²        | 61297      | 61380        |
| Saint-Aquilin-de-Corbion  | 69 (2013)      | –          | – Einw./km²        | 61363      | 61380        |
| Saint-Hilaire-sur-Risle   | 326 (2013)     | –          | – Einw./km²        | 61406      | 61270        |
| Saint-Martin-des-Pézerits | 117 (2013)     | –          | – Einw./km²        | 61425      | 61380        |
| Saint-Pierre-des-Loges    | 172 (2013)     | –          | – Einw./km²        | 61446      | 61370        |

## Bevölkerungsentwicklung
| 1962 | 1968 | 1975 | 1982 | 1990 | 1999 | 2006 |
| ---- | ---- | ---- | ---- | ---- | ---- | ---- |
| 3414 | 3957 | 3562 | 3433 | 3410 | 3609 | 3768 |